# 山形市立みはらしの丘小学校
山形市立みはらしの丘小学校（やまがたしりつ みはらしのおかしょうがっこう）は、山形県山形市みはらしの丘三丁目にある公立小学校である。

## 概要
山形ニュータウン「蔵王みはらしの丘」に、山形市内37校目の小学校として開校した。

## 沿革
- 2006年（平成18年）
  - 4月1日 - 山形市立南山形小学校より分離開校[1]。
  - 4月10日 - 第1回入学式挙行。最初の新入生は27名。
  - 4月17日 - PTA結成。
  - 5月22日 - 学校ホームページ開設。
- 2007年（平成19年）7月11日 - 校歌制定。

## 学区
- 山形市みはらしの丘[2]
- 上山市四ツ谷（みはらしの丘に限る） [3]

## アクセス
- JR山形駅より、
  - 駅西口から、山交バス「S86」系統みはらしの丘線に乗車し25分～26分、終点「みはらしの丘小学校前」バス停下車後、徒歩1分[4]。
  - 車で、約9.8km・約20分。
- 日本海東北道山形上山ICから、車で約4.5km・約10分（直線距離ではJR山形線や須川をはさんで近いが、道路の関係で大回りとなる）。

## 周辺
- 蔵王みはらしの丘
  - やすらぎの丘
  - 蔵王みはらしの丘ミュージアムパーク

## 進学先中学校
- 山形市側は山形市立第九中学校へ進学する[2]。
- 上山市側は上山市立北中学校へ進学する [3]。